# الزغرور (رصد)

تعديل مصدري - تعديل

الزغرور هي إحدى قرى عزلة القارة بمديرية رصد التابعة لمحافظة أبين، بلغ تعداد سكانها 305 نسمة حسب تعداد اليمن لعام 2004.